# Hafermarkt
Der Hafermarkt (dänisch: Havretorv(et)) ist ein Kreuzungsbereich in Flensburg, der ehemals als Marktplatz für Korn des Kirchspiels St. Johannis diente. Auf dem nach Westen hin abschüssigen Gelände des Hafermarktes treffen die Angelburger Straße, die Bismarckstraße, die Glücksburger Straße, die Kappelner Straße sowie die Heinrichstraße zusammen. Der Hafermarkt liegt am Rande des Johannisviertels, einem Stadtbezirk des Stadtteils Jürgensby. Der Hafermarkt gehört jedoch schon zum Stadtteil Sandberg.

## Geschichte
Im Mittelalter befand sich im Bereich des Hafermarktes noch keine Bebauung, aber schon damals stießen dort die Straßen und Wege aufeinander. Der Bereich lag vor der Stadtbefestigung Flensburgs und dem dort befindlichen Johannistor. Doch ungefähr zur zweiten Hälfte des 16. Jahrhunderts standen dann doch auf einmal einige Privathäuser in diesem Bereich. Die Stadt erneuerte ein schon lange bestandenes Bauverbot vor der Stadtmauer und ordnete an, dass vorhandene Häuser abgerissen werden mussten. Einem heranrückenden Feind sollte es erschwert werden, sich dort festzusetzen. 1764 findet der Hafermarkt erstmals Erwähnung. 1777 wurde das Verbot gelockert. Die Stadtmauer hatte schon längst ihre militärische Bedeutung weitgehend verloren. Es dürfen seitdem landwirtschaftliche Betriebe vor den Stadttoren bauen. Aber Handwerks- und Handelsbetriebe, die denen der Stadt Konkurrenz hätten machen können, sollten verboten bleiben. Dennoch wurde darüber hinaus Baufläche benötigt, denn die Wirtschaft wuchs und Wohnungen waren gefragt. Zum Ende des 18. Jahrhunderts entstand sodann der vor der Stadtmauer befindliche Stadtteil Neustadt, im Norden, auf dem anderen Fördeufer. Das Bauverbot wurde erst 1796 gänzlich aufgehoben.
Auf dem Hafermarkt verkauften aber seit dem 18. Jahrhundert die Bauern der umliegenden Region Angelns auch schon trotz des besagten Bauverbotes schon längst ihr Korn, betrieben also Handel. Der Handelsplatz war günstig gelegen dank der fünf Straßen, die hier zusammentrafen. Mit dem Ende des 18. Jahrhunderts entwickelte sich sodann ein Kleinleuteviertel oberhalb des Hafermarktes im Gebiet der Hohlwege. Und 1840 wurde das Johannistor, das am Ende der Angelburger Straße bei der Hausnummer 81 stand, abgerissen. Der Hafermarkt wahrte seine Funktion als Marktplatz bis ins letzte Viertel des 19. Jahrhunderts. Danach wurden die Straßen verbreitert und die Bebauung erneuert. In den Jahren 1987/1988 wurde am unteren Teil des Hafermarktes, mit den Hausnummern 1–7, ein kleines Einkaufszentrum errichtet, wofür die dortigen alten Häuser abgerissen wurden. Anfang 1990 setzte sich mittels Hausbesetzung im Haus an der Heinrichstraße 8 in Höhe des Hafermarktes eine aus Punkern bestehende alternative Szene fest, aus der heraus sich das subkulturelle Wohn- und Kulturprojekt Hafermarkt entwickelte.
Der Hafermarkt befindet sich also nicht weit entfernt von der Flensburger Innenstadt, wo sich der größte Teil des Handels Flensburgs konzentriert. Heutzutage befinden sich am Hafermarkt aber nur einige wenige Geschäfte und die Gegend von der oberen Angelburger Straße bis zum Hafermarkt ist von Leerstand bedroht. Aldi ist das größte dort ansässige Geschäft und befindet sich beim besagten Einkaufszentrum am Hafermarkt. Lidl schloss im Januar 2014 seine Filiale im kleinen Einkaufszentrum. Des Weiteren befindet sich dort im unteren Bereich der Textil-Discounter KiK. Ebenfalls sehr groß ist zudem die Ladenfläche von Fahrrad Petersen, im südlichen oberen Bereich des Hafermarktes. Zur westlichen und zur nordöstlichen Seite hin befinden sich die Bushaltestelle der Linien 3, 7, 10 und 11. Außerdem befindet sich am Hafermarkt noch ein Kiosk, der schon sehr lange Zeit dort ansässig ist. Dazu gesellen sich noch einige wenige kleinere Läden. Aufgrund des Auszugs von Lidl wird das besagte Einkaufszentrum wohl in den nächsten Jahren abgerissen werden.
Neben erwähnten Geschäften hat die SPD Flensburgs heutzutage ihr Parteibüro am Hafermarkt.

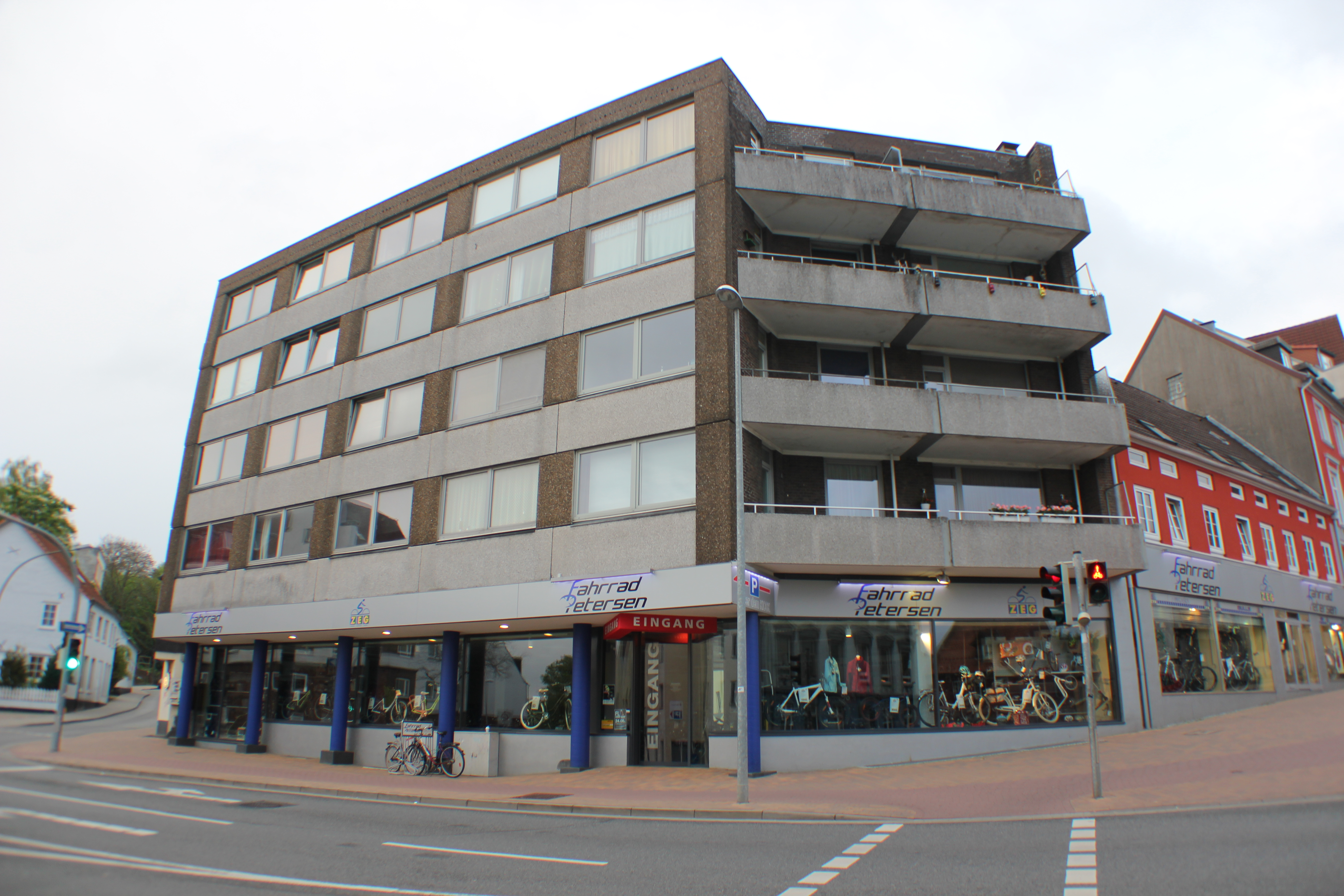
1923 gegründetes Fahrradgeschäft,[21] heute im Erdgeschoss des Eckhauses zwischen Glücksburger Straße und Kappelner Straße
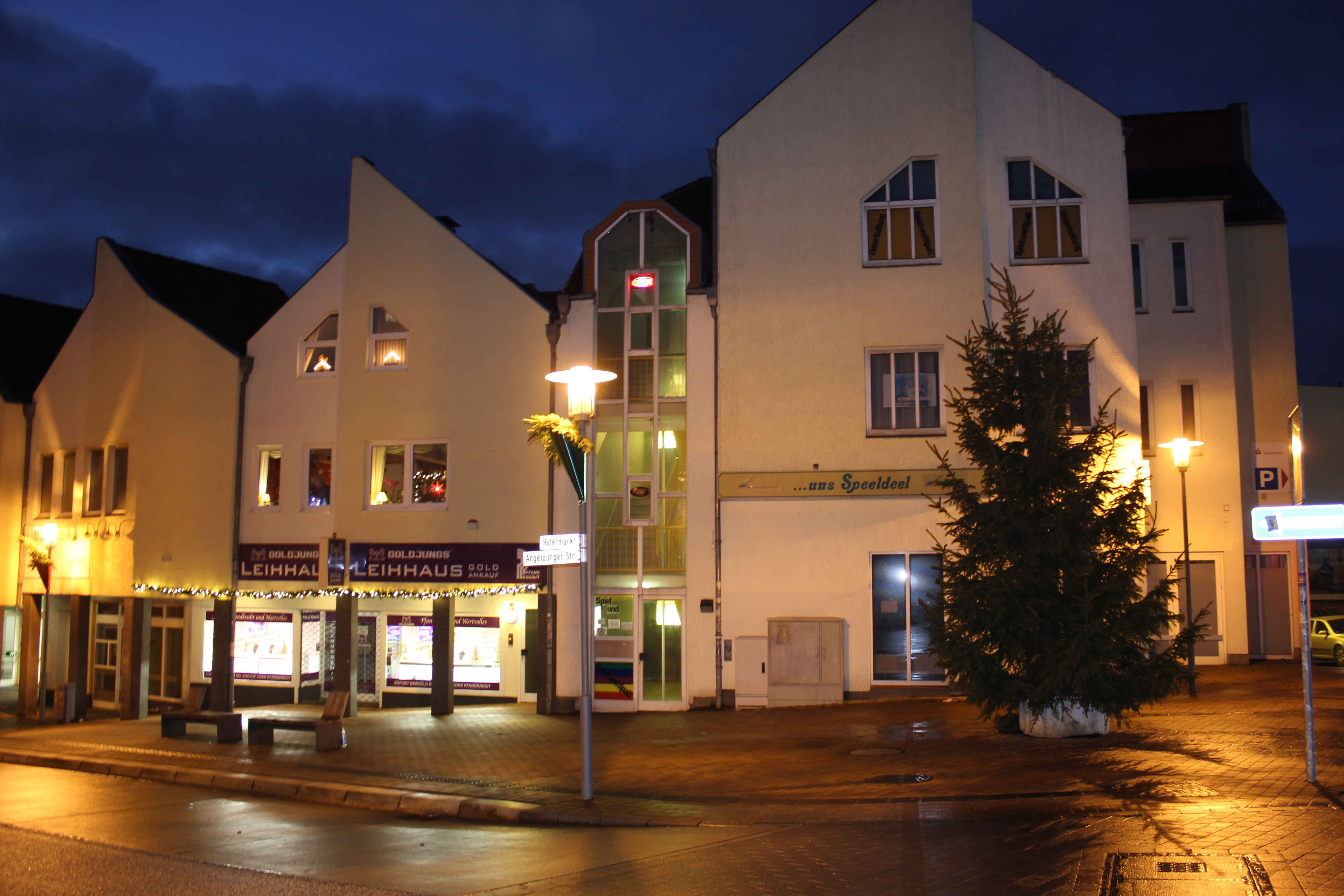
Hafermarkt zur Weihnachtszeit (2013)
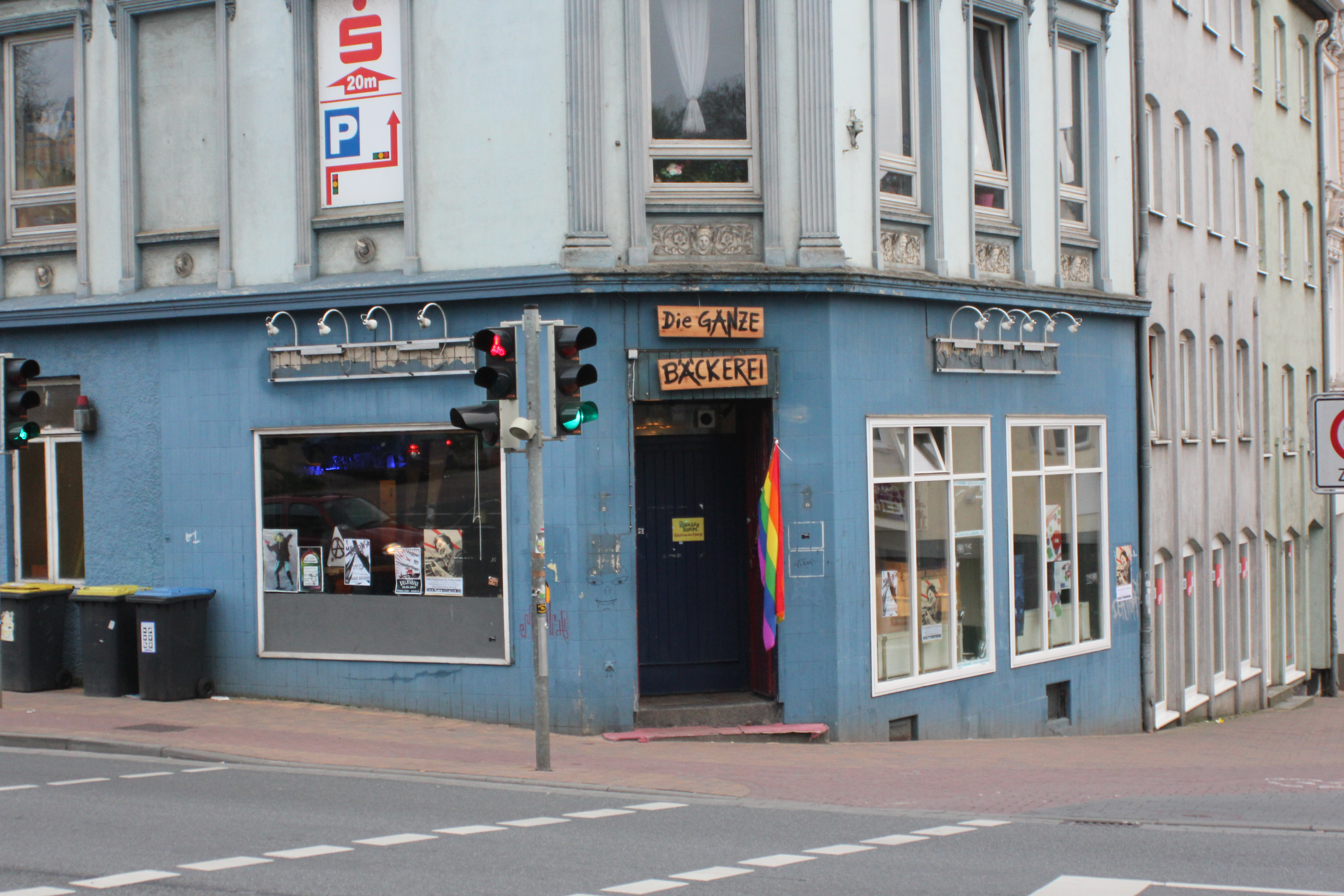
Kollektiv Die ganze Bäckerei (2014)
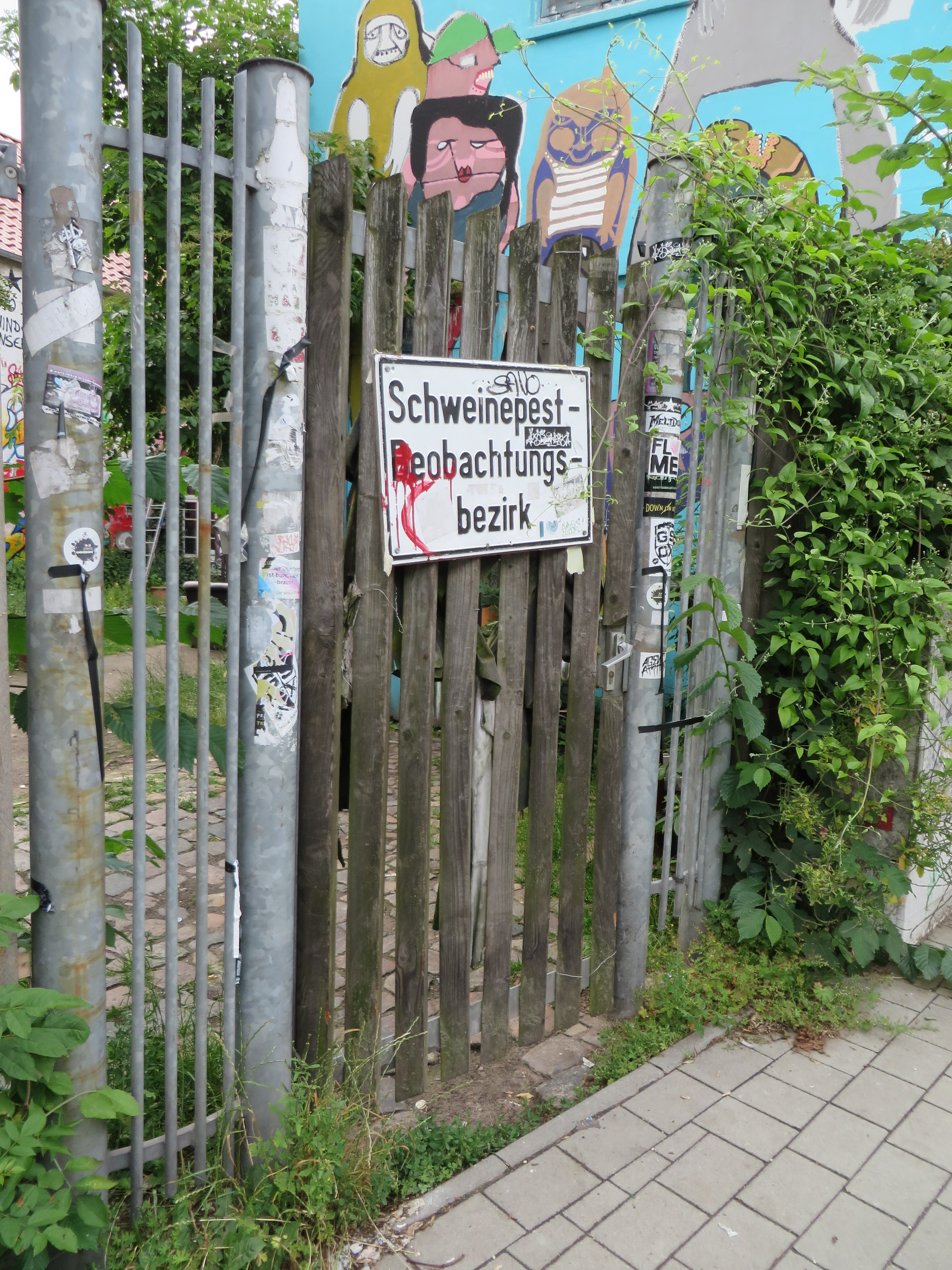
Eingangstor zum Grundstück der Alternativen Szene mit dem Schild Schweinepestbeobachtungsbezirk (2014)

## Sage vom Grönen Keel und dem schwarzen Schwein

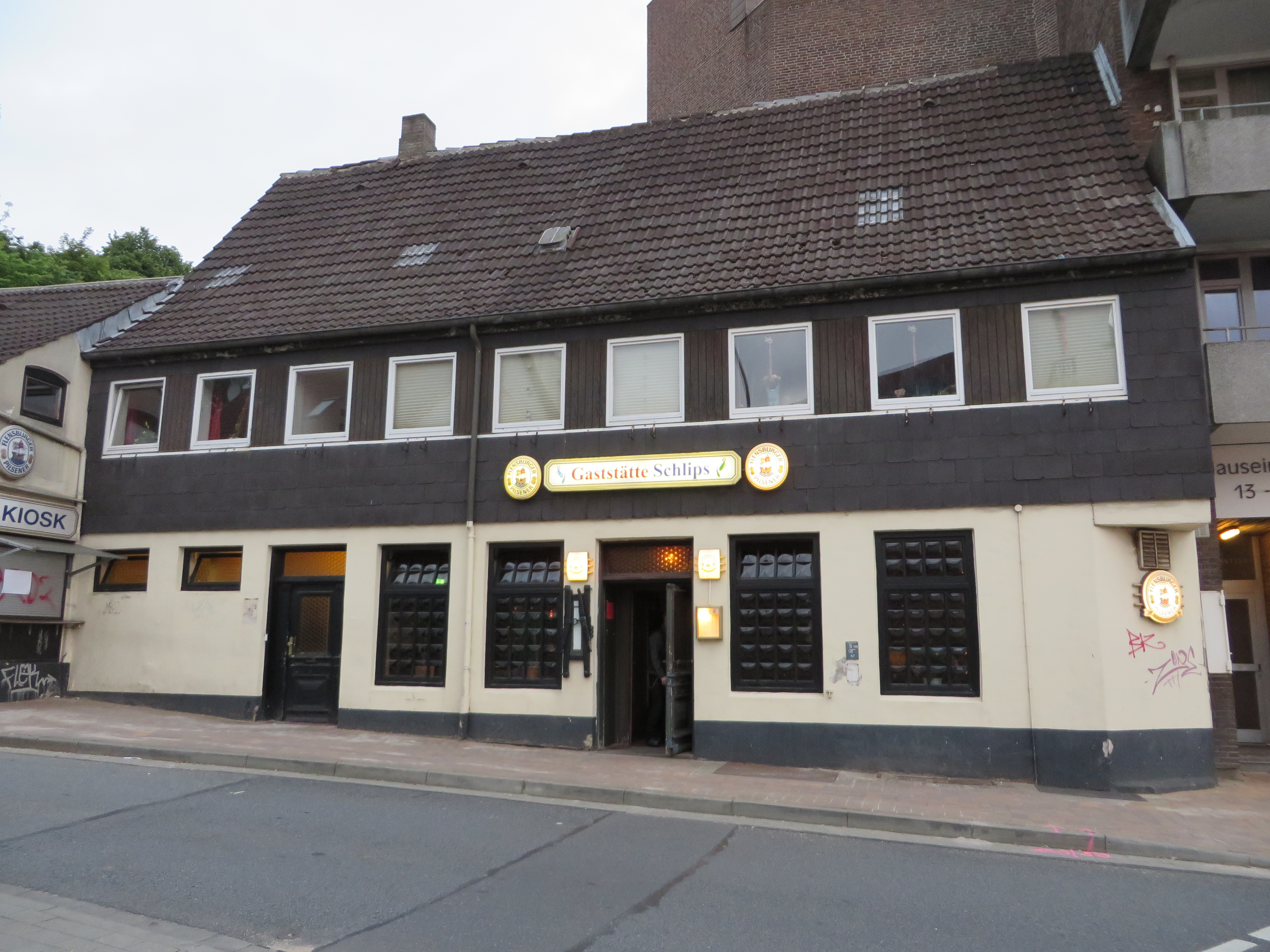
Gaststätte Schlips, früher benannt nach dem Grönen Keel (2014)
Der Hafermarkt ist zudem Schauplatz einer alten Sage, bei der es um eine prophezeite lokale Apokalypse geht.

### Inhalt der Sage
Der Sage nach soll sich in alten Zeiten oberhalb des Hafermarktes eine Brunnenquelle namens Gröne Keel befunden haben. Aus vier Hähnen sei das klare, wohlschmeckende Wasser der Quelle vom Brunnenbecken gesammelt und von den Anwohnern von St. Johannis gerne entnommen worden. Doch einer Weissagung nach solle nun eines Sonntag morgens, wenn die Leute gerade aus der Kirche kämen, ein riesiges rabenschwarzes Schwein wild grunzend und schnaubend durch die Straßen Flensburgs rennen, hin zum Grönnerkeel, um dort die Steine aufzuwühlen. Dann sei der Untergang der Stadt nahe. Denn dort vor dem Brunnen werde sich das schwarze Schwein vor einen Stein stellen und anfangen, ihn aufzuwühlen. Doch sobald dieser erste Stein gelöst sei, werde ein Wasserstrahl hervorschießen, der sich sogleich zu einem unaufhaltbaren, reißenden Strom verwandeln werde und der sich nach allen Seiten hin ergießen werde. Ganz Flensburg, vom höchsten Turm bis zum allerkleinsten Wurm, werde in dessen Wasserfluten untergehen und ertrinken. Deshalb, so heißt es weiter, gäben die Flensburger darauf acht, dass kein schwarzes Schwein auf ihren Straßen herumwühlt und fegen deshalb stets die Straßen mit großen Besen sauber. Und sie würden darauf achten, dass kein schwarzes Schwein in die Nähe der Quelle käme. Die Furcht vor dem schwarzen Schwein habe die Flensburger zudem dazu bewogen, sie sorgsam mit einem großen Stein zu bedecken und sie damit zu verstecken. Weil aber auch dies nicht ausreichte, die Angst vor der Prophezeiung wirklich zu mildern, hätten die Flensburger das dort noch heute liegende Straßenpflaster darübergelegt, sodass heutzutage keiner mehr recht weiß, wo die Gröne Keel eigentlich ganz genau beim Hafermarkt liegt.

### Sagenhintergrund

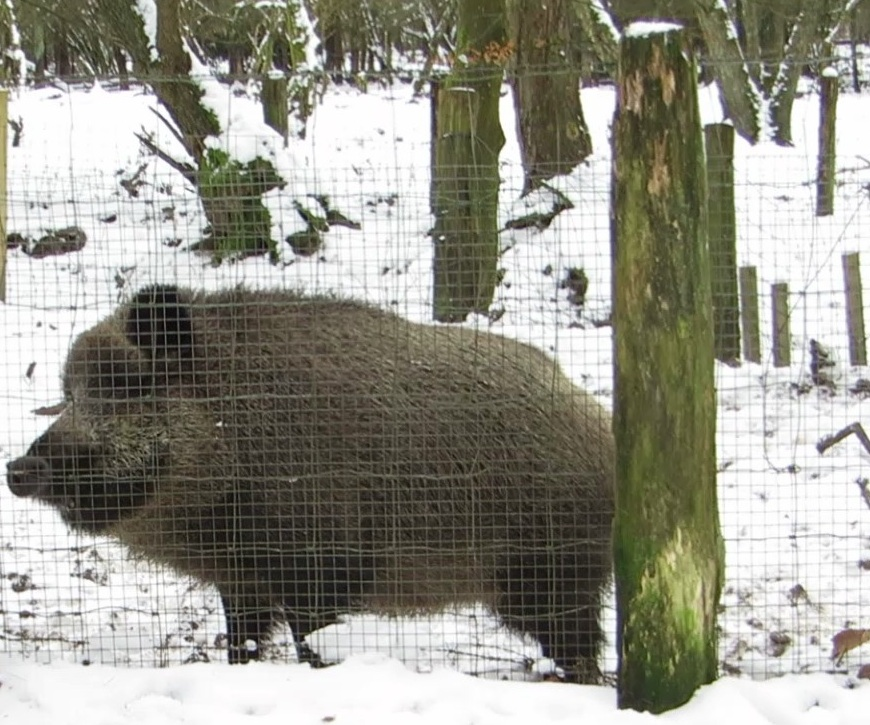
Das schwarze Schwein wird gerne als eine Art Wildschwein dargestellt. Die nächsten Wildschweine sind in der Marienhölzung zu finden.

Die Sage verknüpft das Motiv einer Quellsage mit dem Versinken einer Stadt. Flensburg war schon früher für seine zahlreichen Quellen bekannt, aus denen klares und gutes Trinkwasser entsprang. So standen auf der Straße zwischen dem Hafermarkt und Südermarkt sowie von dort weiter zum Nordermarkt, in fast gleichem Abstand, ungefähr 30 mannshohe Brunnen. Der Wasserreichtum Flensburgs wird somit in der Sage aufgegriffen. So heißt es auch in einer alten Erläuterung zur Sage: Denn weil Flensburg aus dem Wasser entstanden ist, muß es einst wieder im Wasser untergehen. […] Die Stadt steht bekanntlich ganz auf Quellgrund. Mit dem schwarzen Schwein könnte ein Wildschwein oder ein schwarzfarbenes Angler Sattelschwein gemeint sein.
Die Sage vom Brunnen Gröne Keel (auch: Grönne Keel und Grönnerkeel geschrieben) und dem schwarzen Schwein wird ab und an gerne mal wieder publiziert und gerät so nicht in Vergessenheit. Auch wird bei lokalpolitischen Kommentaren hinsichtlich Flensburgs hin und wieder auf die Sage verwiesen. Dennoch fand ein 2011 entdecktes herrenloses schwarzes Hängebauchschweinchen, das in Adelbylund herumlief, dort unweit des Hafermarktes, ohne Bedenken ein liebevolles neues Zuhause.
Das Flensburger Rumhaus Johannsen Rum verkauft einen Likör mit Lakritzgeschmack namens Swattes Swien (plattdeutsch für schwarzes Schwein). Die Gaststätte Schlips, die sich am oberen Bereich des Hafermarktes, am Anfang der Glücksburger Straße befindet, war früher nach dem Grönen Keel benannt. Im Kriminalroman Küss mich, Schatz! von Tatjana Kruse findet das Schwarze Schwein ebenfalls seine Erwähnung. Es wird dort mit der tatsächlich existierenden Darstellung eines kleinen flötenden Schweinchens in der Johanniskirche in Verbindung gebracht, das jedoch nicht schwarz gefärbt ist.
Zum Gebiet der Hohlwege, direkt oberhalb des Hafermarktes, existiert eine weitere Flensburger Sage, die Sage vom krähenden Hahn.